# کاج‌دانه‌خوارهای غربی
کاج‌دانه‌خوارهای غربی (نام علمی: Leptoglossus occidentalis) نام یک گونه از سرده لنگ‌ورقیان لپتوگلوسوس است.؛